# Konstantin Berški

## Prvi gospod Berški
Konstantin Berški ali Constantinus de Monte je najstarejši znani gospod Berški. Rodil se je okoli leta 1075, ko je bilo ime Konstantin v zahodni Evropi še neznano. Njegovo poreklo je torej povezano z vzhodnim rimskim cesarstvom, kjer je bilo ime takrat pogosto.
Toda Konstantin je živel pred skoraj tisočletjem, zato je o njem malo gotovih informacij. Velik del znanega o njem temelji na posrednih dokazih ali domnevah. Kljub temu obstaja soglasje o glavnih značilnostih življenja prvega gospoda iz Bergha. Konstantinovo starejše ime naj bi bilo Konstantinus iz Melegarde. To ime se nanaša na sedanjo vas Malgarten severno od Osnabrücka. Tu so imeli grofje Tecklenburški grad, ki je bil konec 12. stoletja preurejen v samostan. Konstantin naj bi izhajal iz okolice Melegarde/Malgarten. Vendar se Konstantin ni tam rodil, ampak je bil Armenec iz Kilikijske Armenije, ki so jo ustanovili Armenci okoli leta 1075, ko so zbežali iz domovine po vpadih Turkov Seldžukov. Konstantin, ki je nosil naziv princ Gargarja, je sodeloval v prvi križarski vojni v letih 1096 – 1099 . Posledica tega je bila leta 1099 ustanovitev Jeruzalemskega kraljestva, križarske države, ki je obstajala do leta 1291 . Konstantinova sestra Arda, princesa Gargarja, je bila poročena z Baldvinom I., prvim kraljem Jeruzalemskega kraljestva.

## Iz Svete dežele v Melegarde, Zutphen in Berg
Po križarski vojni je Konstantin z nemškim križarjem Godšalkom iz Tecklenburga odpotoval v omenjeni Melegarde/Malgarten. Verjetno je imel grb že pred prihodom v Evropo. V Melegarde se je Konstantin poročil s sestro Godšalka iz Tecklenburga. Njun stric po očetovi strani je bil grof Oton II. Zutphenski (umrl 1113 ). Melegarde je bil del posesti, ki so jo grofje Zutphenski takrat imeli v zastavi severno od Osnabrücka. Zaradi te družinske povezave je Konstantin končal v Zutphenu. Konstantin je nazadnje delil dediščino zutphenskega grofa Otona II. Ta posest je bila začetek dežele Berške.
Po prihodu v deželo Bergh se je Konstantin morda naselil na posesti, ki jo je imenoval Malgarten. To se je nahajalo na sedanjem Hassentwegu blizu Hüthuma. Kmalu kasneje se je Konstantin naselil v  zapuščenem gradu Uplade. Hrib ali gora, na kateri je bil Uplade, mu je dal latinsko ime "Konstantinus de Monte", ki so ga njegovi potomci prevedli v latinsko "De Berga" in nizozemsko "Van den Bergh". Constantinus (ob predpostavki, da mu je bilo znano) je neznanega dne spremenil ime Uplade v Montferrand . To se lahko nanaša na križarski grad Montferrand severno od sedanje libanonsko-sirske meje. Gradnja tega gradu se je začela šele po letu 1100 – torej po prvi križarski vojni – kar bi lahko pomenilo, da ga je obiskal Konstantin na poti iz Jeruzalema.
Kot prvi gospod Berški je Konstantin ustanovil kapelo nedaleč od svojega gradu v cesarski karolinški naselbini Sydeheim, predhodnico cerkve svetega Osvalda.

## Družina in potomci
Konstantin Berški ali Constantinus de Monte je bil sin armenskega kneza iz Gargarja iz Kilikije. Po prvi križarski vojni je s prijateljem grofom Godšalkom Tecklenburškim prišel v Porenje. 
Pred letom 1125 se je poročil s sestro grofa Godšalka iz Tecklenburga s katero sta imela tri sinove: 
- Rabodo (± 1125– ± 1170), die zijn vader opvolgde.
- Konstantin (…– ± 1186)
- Everwinus

Konstantin de Monte je umrl okoli leta 1140.